# 250

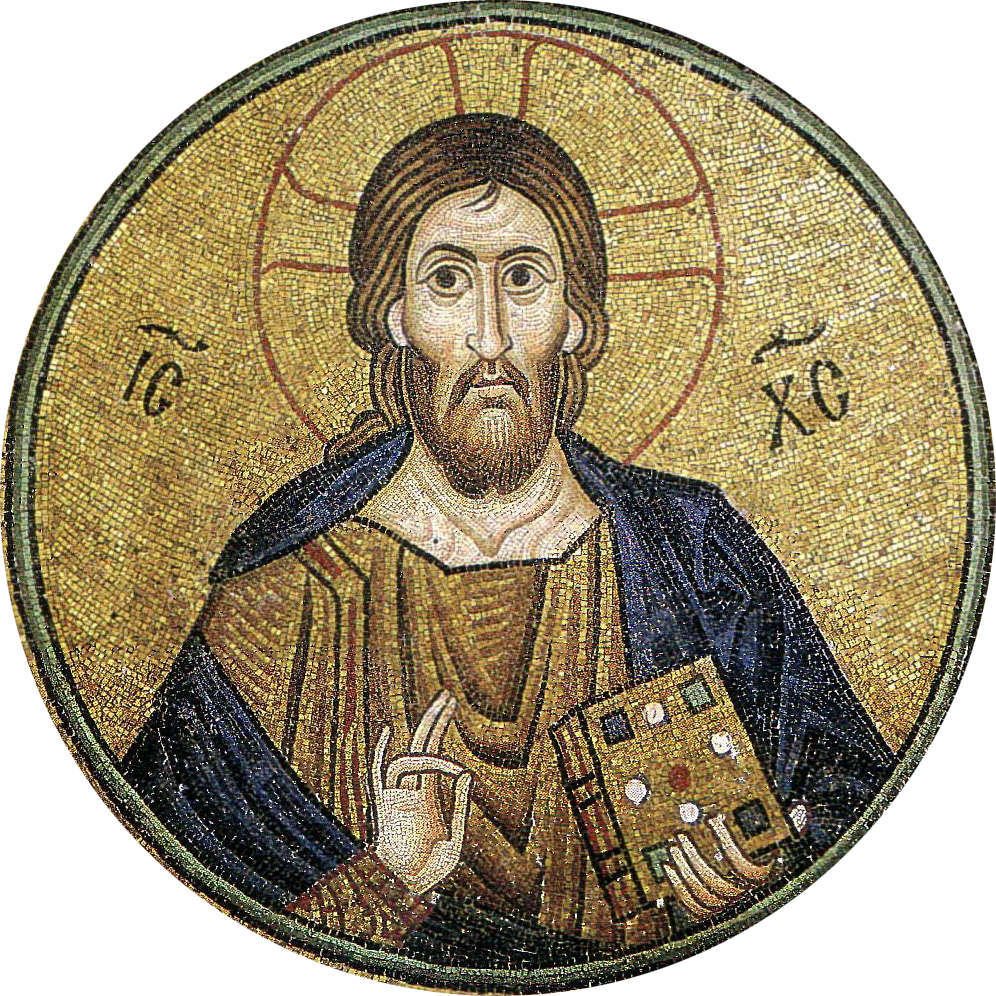
Christus

Het jaar 250 is het 50e jaar in de 3e eeuw volgens de christelijke jaartelling.

## Gebeurtenissen

### Italië
- Trajanus Decius vaardigt een keizerlijk edict uit aan alle inwoners van het Romeinse Keizerrijk om alleen te offeren aan de goden, waarna ze een certificaat ontvangen.
- Christenvervolging: Keizer Decius begint een vervolging tegen de christenen, hij laat paus Fabianus en vele kerkelijke leiders doodmartelen. De Bijbel wordt verboden.
- Decius verheft zijn beide zonen Herennius Etruscus en Hostilianus tot Caesar. Tevens herstelt hij de keizercultus (Divus) die door de Senaat wordt erkend.

### Balkan
- Koning Cniva voert een plunderveldtocht door Moesië (Bulgarije). De Goten en hun bondgenoten belegeren Philippopolis en houden een slachting onder de bevolking.

### Egypte
- In Alexandrië breekt de pest uit en verspreidt zich over de oostelijke provincies. Het Romeinse Rijk wordt getroffen door een economische crisis en een hoge inflatie.
- Het koninkrijk Aksum (Ethiopië) beheerst het handelsverkeer in de Rode Zee. De stadstaten op het Arabisch Schiereiland moeten de Aksumieten schatting betalen.

## Geboren
- 31 maart - Constantius I Chlorus, keizer van het Romeinse Rijk (overleden 306)
- Gaius Galerius Valerius Maximianus, keizer van het Romeinse Rijk (overleden 311)
- Marcus Aurelius Carinus, keizer van het Romeinse Rijk (overleden 285)
- Marcus Aurelius Valerius Maximianus, keizer van het Romeinse Rijk (overleden 310)

## Overleden
- 20 januari - Fabianus, paus en martelaar